# Jan Hodějovský z Hodějova

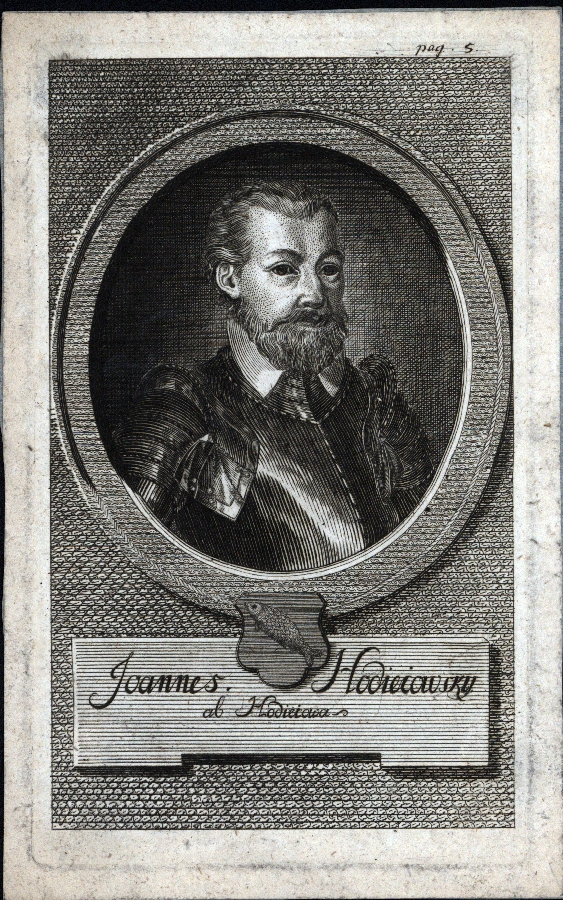
Jan Hodějovský z Hodějova

Jan Hodějovský z Hodějova (der Ältere), auch Johann Hodiegowsky von Hodiegow, (* 6. Januar 1496 in Chotěřina (heute ein  Ort mit dem Namen Kotýřina, ein Ortsteil von Kovářov im Okres Písek), ehemals Choterina im Bezirk Mühlhausen (Milevsko); † 11. Februar 1566 in Repiz (Řepice), Bezirk Strakonitz (Strakonice)) war Angehöriger einer böhmischen uradeligen Familie, Humanist und Mäzen.

## Herkunft
Jan der Ältere stammte aus dem böhmischen Uradelsgeschlecht der Hodiegowsky von Hodiegow (sprich: Hodjejowski), das mit Hniewek von Hodiegow (Hodejov im Bezirk Strakonitz) urkundlich zuerst erscheint. (Lib. Confirm. I, Emler II, 387), dessen mutmaßlicher Sohn Bernhard Hodiegowsky von Hodiegow zu Anfang des 15. Jahrhunderts Burggraf der großen, die Mährische Pforte dominierenden Festungsanlage Helfenstein (Burg Helfstyn) war, mit dessen Enkel Johann dem Älteren die ununterbrochene Stammreihe beginnt. (T. Mitis von Limuz: „Farragines“ III, Prag 1561). Das Stammwappen zeigt in Blau schrägrechts einen leicht nach oben gekrümmten silbernen Karpfen mit dem Kopf zur rechten oberen Schildhälfte gekehrt.

## Leben
1537 bis 1555 war Jan/Johann stellvertretender Richter der Länder der Böhmischen Krone. 1552 kaufte er ein Schloss und richtete hier eine bedeutende Bibliothek ein, war auf Tloskow, Mühlhausen (Milevsko) und Marssowicz ansässig und vermutlich mit Katharina, geborene Kawka von Rziczan verehelicht.  Das Schloss wurde zum Zentrum des Humanismus und der Poesie in Lateinischer Sprache in Böhmen. Er sammelte um sich einen Kreis von Künstlern und Gelehrten, wobei die humanistische Bildung wichtiger war als die nationale Herkunft. 
Er förderte den Professor (Lektor) der Karls-Universität Prag Matthaeus Collinus, Georg Handsch von Linura (* 1559 in Böhmisch Leipa, verstorben 1595 (?) auf Schloss Ambras bei Innsbruck), Schriftsteller und Arzt (1553 Universität Padua), und gab die Anregung zur Kronika Ceska des Hagecius (Hagek, Hajek) von Libotschan und ist der Onkel des Dichters Bohuslav Hodiegowsky (* um 1525, verstorben 1553). Mit Šimon Proxenus, einem lutherischen Humanisten und Schüler des Philipp Melanchthon, stand er in Verbindung.
Sein Enkel Smil, auf Tloskow und Wilksicz, war Dichter am Hof des „Winterkönigs“ von Böhmen Friedrich V. (Pfalz), Kammerherr und Gesandter in Ungarn, 1621 zum Tode verurteilt, geächtet und nach 1622 in Den Haag verstorben.

## Nachruf
Der Literaturhistoriker und Kritiker Arne Novák (1880–1939) schrieb über Hodějovský: „…er empfing gerne gelehrte Freunde und unterstützte sie nicht nur durch persönliche Beziehungen, sondern auch durch Geschenke und finanzielle Unterstützung für Studien. Obwohl Katholik, interessierten ihn die religiösen Einstellungen seiner Freunde nicht.“ Unter anderen förderte er die Schriftsteller Matthaeus Collinus, Tadeáš Hájek z Hájku, Václav Hájek z Libočan aber auch den Drucker und Verleger Mikuláš Konáč z Hodiškova. Den Letzteren hielt er an eine böhmische Chronik zu verfassen. Er förderte auch die Herausgabe der lateinischen Gedichtsammlung Farragines poematum. Dieses vierbändige Werk enthielt Gedichte mehrerer Autoren.

## Biographie
- J. Martínek: De Hodeiovini bibliothecae reliquiis, Listy filologické 1955
- J. Martínek: O zahraničních studiích Jana Hodějovského, Listy filologické 1960